# روونویه (شهرستان پانفیلوف)
روونویه (به لاتین: Rovnoye) یک روستا در قرقیزستان است که در شهرستان پانفیلوف، قرقیزستان واقع شده‌است. روونویه ۶۹۱ نفر جمعیت دارد و ۶۷۴ متر بالاتر از سطح دریا واقع شده‌است.